# Kristijan Lovrić
Kristijan Lovrić (Ogulin, 1. prosinca 1995.) hrvatski je nogometaš koji igra na poziciji lijevog krila. Trenutačno igra za Rudeš.

## Klupska karijera
Svoje prve nogometne korake započeo je u klubu iz svog rodnog grada, NK Ogulinu. U mlađim kategorijama je nastupao još za NK Karlovac.
Svoju profesionalnu karijeru je započeo van granica Hrvatske, u slovenskom klubu NK Bela Krajina. Nakon samo jedne sezone provedene u Sloveniji, Lovrić se odlučio vratiti u svoj rodni grad i matični klub, Ogulin. U 2015. godini, potpisao je za zagrebački klub Kustošiju. Tamo je u dvije sezone briljirao i osigurao si transfer u prvoligaški klub Lokomotivu. U Lokomotivi se i nije baš snašao, pa je većinu vremena proveo na posudbama. U 2018. godini je potpisao za Goricu, što se pokazalo kao odličan potez. Nakon odličnih igara u klubu iz Velike Gorice, povezivalo ga se s mnogim hrvatskim i europskim klubovima. No, on je odlučio produžiti vjernost Gorici do 2023. godine.
Posljednjeg dana zimskog prijelaznog roka 2022. godine, Lovrić je potpisao za Osijek.

## Reprezentativna karijera
Lovrić je sjajnim igrama u svome klubu privukao pažnju izbornika Zlatka Dalića, koji mu je poslao pretpoziv za utakmice hrvatske reprezentacije u listopadu. Za Hrvatsku je debitirao 30. ožujka 2021. u utakmici protiv Malte (3:0) zamijenivši Mislava Oršiča u 78. minuti.

## Osobni život
Oženjen je hrvatskom nogometašicom Monikom Conjar.

## Vanjske poveznice
- Kristijan Lovrić na transfermarkt.com (engl.)
- Kristijan Lovrić na soccerway.com (engl.)